# Trnovník

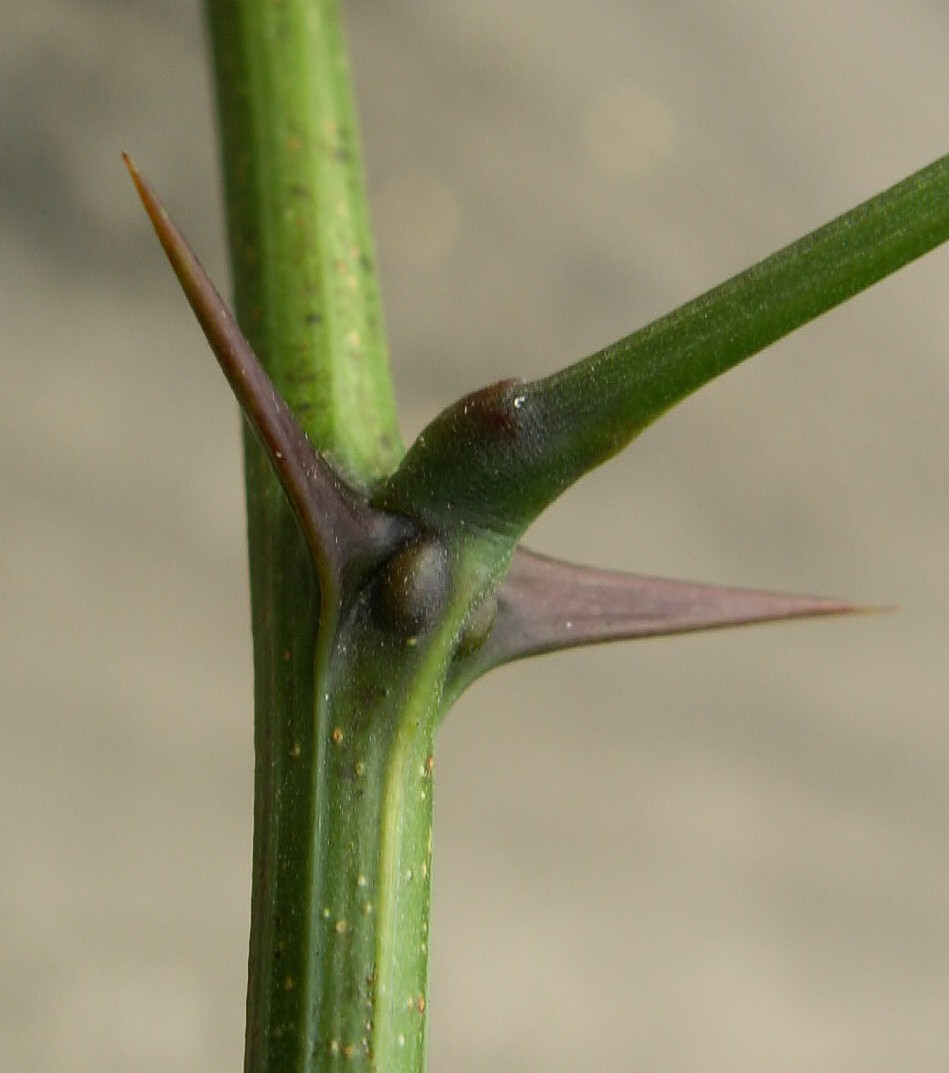
Palisty trnovníku akátu přeměněné v trny

Trnovník (Robinia) je rod rostlin patřící do čeledi bobovité (Fabaceae). Trnovníky jsou opadavé stromy a keře se zpeřenými listy a hrozny bílých až purpurových květů. Jsou rozšířeny v jižních a jihovýchodních oblastech Severní Ameriky. Trnovník akát byl v Evropě původně vysazován jako okrasná dřevina a k zalesňování neplodných půd, brzy však zdomácněl a místy se stal invazní dřevinou. Jako okrasné dřeviny se pěstují i další druhy trnovníků.

## Popis
Trnovníky jsou trnité nebo beztrnné opadavé stromy a keře. Listy jsou lichozpeřené, s celokrajnými řapíčkatými lístky. Palisty jsou štětinovité nebo často přeměněné v trny. Květy jsou stopkaté, motýlovité, bílé, růžové až purpurové, v úžlabních převislých nebo vzpřímených hroznech. Kalich je pětilaločný, horní 2 laloky jsou částečně srostlé. Pavéza je velká, srdčitá, okrouhlá až široce vejčitá, křídla jsou obvejčitá a ouškatá, člunek trojúhelníkovitý, tupý. Tyčinek je 10 a jsou dvoubratré, 9 z nich je asi do 3/4 srostlých nitkami, horní je téměř volná nebo přirostlá max. do 1/2 délky. Semeník je podlouhlý, stopkatý, s mnoha vajíčky a zahnutou čnělkou zakončenou vrcholovou bliznou. Lusky jsou ploché, pukají dvěma švy a obsahují mnoho podlouhlých až ledvinovitých semen.

## Rozšíření
Rod trnovník zahrnuje v závislosti na pojetí druhů asi 6 až 20 druhů. Je rozšířen v Severní Americe, zejména v Mexiku a v jižních a jihovýchodních oblastech USA.

## Obsahové látky a jedovatost
Trnovníky obsahují neproteinovou aminokyselinu kanavanin, toxalbuminy robin a fasin, butein a jeho deriváty, flavanol robinetin aj. látky. Z rozkládajících se listů se do půdy uvolňují fenolkarboxylové kyseliny (zejména kyselinu syringovou), látky zabraňující klíčení semen jiných rostlin. Dřevo akátu je do žluta zbarveno glykosidicky vázaným xanthonem.
Hlavními toxickými látkami trnovníku akátu jsou toxalbuminy, způsobující aglutinaci červených krvinek.
Otravy akátem jsou řídké, projevují se kolikovitými bolestmi břicha a průjmy, namáhavým dechem, srdeční slabostí a křečemi, které později přecházejí v ochrnutí a smrt. Otravy se nejčastěji objevují u zvířat při okusování kůry a větví nebo při přimíchání listí do píce. Jsou známy i otravy dětí žvýkajících nasládlé kořeny podobné lékořici. Podobné jedovaté látky obsahují i ostatní druhy trnovníků.

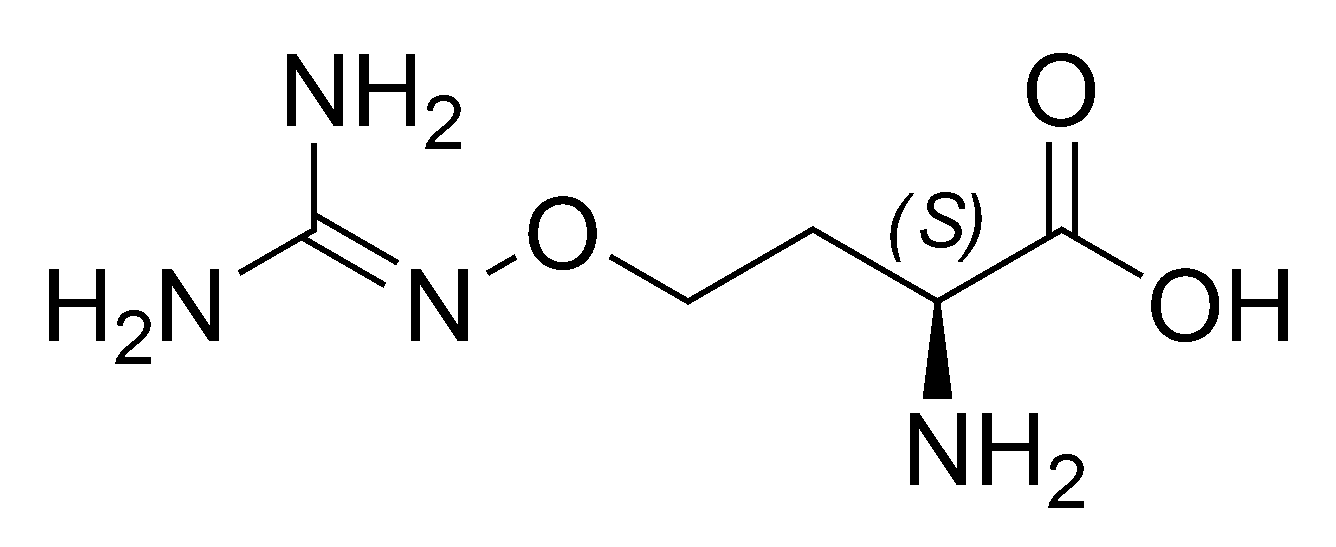
Kanavanin
Kyselina syringová
Žluté barvivo xanthon

## Zástupci
- trnovník akát (Robinia pseudoacacia)
- trnovník bujný (Robinia luxurians)
- trnovník Elliottův (Robinia elliottii)
- trnovník lepkavý (Robinia viscosa)
- trnovník novomexický (Robinia neomexicana)
- trnovník pražský (Robinia ×pragensis, kříženec Robinia ×ambigua 'Decaisneana' × (R. ×holdtii))[7]
- trnovník smíšený (Robinia x ambigua, kříženec R. pseudoacacia x R. viscosa)
- trnovník srstnatý (Robinia hispida)
- trnovník srstnatý Kelseyův (Robinia hispida var. kelseyi, syn. R. kelseyi)
- trnovník srstnatý plodný (Robinia hispida var. fertilis, syn. R. fertilis)[4][8]

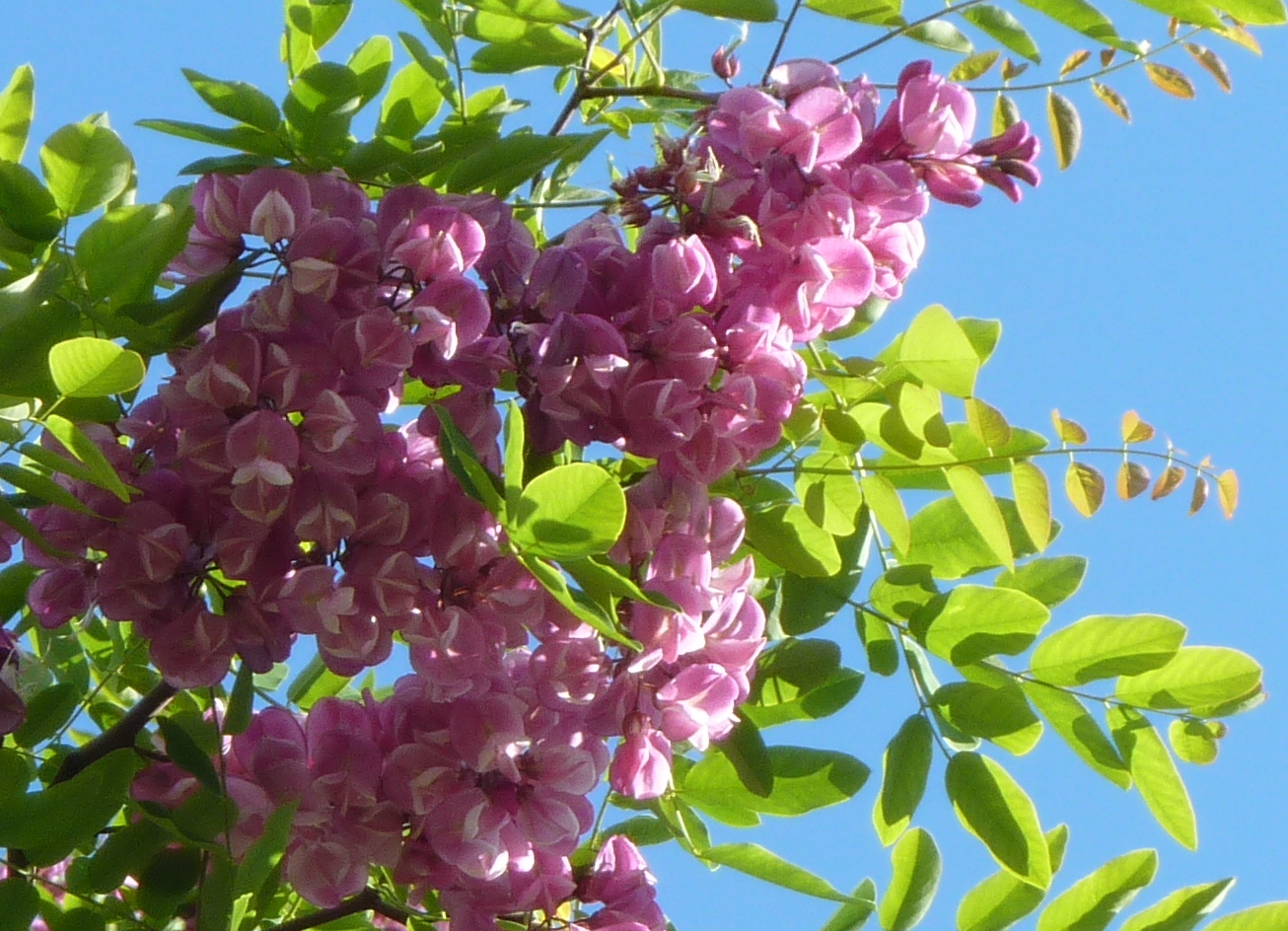
Robinia x ambigua 'Purple Robe'

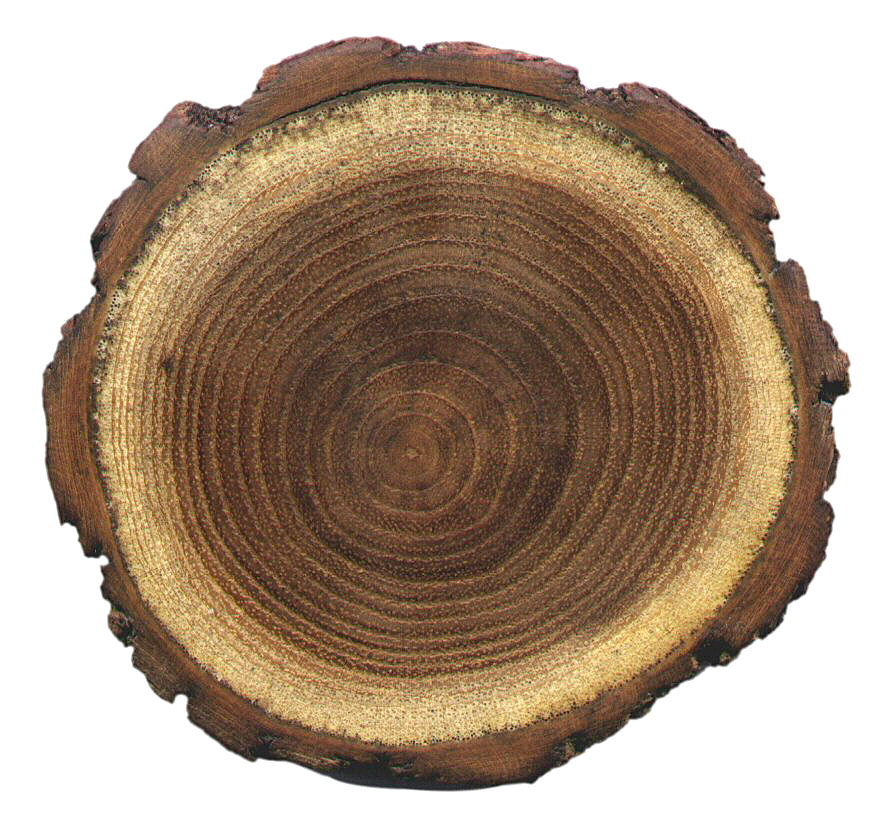
Dřevo trnovníku akátu

## Význam
Některé druhy trnovníku jsou v České republice pěstovány jako okrasné dřeviny. Nejběžněji je pěstován trnovník akát, který byl v Evropě poprvé vysazen již v roce 1601. Existuje množství okrasných kultivarů, lišících se zejména vzrůstem, tvarem koruny a trnitostí. Trnovník akát je také používán k ozeleňování neúživných a suchých půd, intenzivně se však šíří a v některých oblastech se stal obtížnou invazní dřevinou, která potlačuje původní vegetaci. Z ostatních trnovníků jsou jako okrasné dřeviny nejčastěji pěstovány druhy trnovník srstnatý (Robinia hispida), trnovník lepkavý (Robinia viscosa) a trnovník smíšený (Robinia x ambigua).
Dřevo trnovníku akátu je tvrdé, těžké, houževnaté a trvanlivé. Běl je světle žlutá, jádrové dřevo je žlutozelené až nazelenale hnědé, později tmavne na zlatohnědou barvu. Akátové dřevo je velmi trvanlivé ve styku s půdou a vodou. V jižní Evropě je používáno k upevňování poříčních písků, podobně i na pobřeží Severního moře. V Číně se trnovníky pěstují pro získání speciálního důlního dřeva k výdřevě chodeb.
Květy trnovníku akátu se někdy používají k barvení látek a papíru na žluto. Semena obsahují až 12 % oleje. Odhořčená a odtučněná semena lze mlít na mouku, která byla používána zejména v časech nouze. Pražením lze získat kávovinu. V Americe se z chlopní lusků připravuje sirup s ostře narkotickými vlastnostmi.

## Pěstování
Trnovníky snesou i velmi chudé a kamenité půdy, potřebují však dostatek slunce. Některé druhy mají křehké dřevo a měly by být chráněny před prudkým větrem. Přesazování je nejlepší provádět na jaře a chránit při něm kořeny před poškozením a zaschnutím. Kultivary trnovníku akátu a všechny ostatní druhy se množí roubováním na podnož trnovníku akátu nebo pomocí kořenových výmladků či kořenových řízků, kterými lze získat dlouhověké rostliny. Trnovník akát se množí jarním výsevem, před nímž je třeba narušit osemení drhnutím osiva s ostrým křemenným pískem nebo spařením vroucí vodou.